# Gläubigerausschuss
Der Gläubigerausschuss ist das in der deutschen Insolvenzordnung neben der Gläubigerversammlung vorgesehene Willensbildungsorgan der (Insolvenz-)Gläubiger. Die Insolvenzordnung sieht die Bildung eines Gläubigerausschusses nur in größeren Fällen zwingend vor. Daher werden Gläubigerausschüsse im Ergebnis nur in bedeutsameren Fällen eingesetzt, wobei die Einsetzung des Gläubigerausschusses stets durch Beschluss des Insolvenzgerichts erfolgt.

## Arten
Die Insolvenzordnung sieht drei Arten des Gläubigerausschusses vor:
- den vom Insolvenzgericht eingesetzten vorläufigen Gläubigerausschuss im Insolvenzantragsverfahren (vgl. §§ 21 Abs. 2 Ziff. 1a, 22a InsO),
- den vom Insolvenzgericht eingesetzten vorläufigen Gläubigerausschuss im eröffneten Insolvenzverfahren  (vgl. § 67 InsO) und
- den von der Gläubigerversammlung bestätigten bzw. gewählten Gläubigerausschuss (vgl. § 68 InsO).

Für den vorläufigen Gläubigerausschuss im Insolvenzantragsverfahren sieht § 22a InsO Fälle vor, in denen dieser zwingend vom Insolvenzgericht einzusetzen ist.

## Mitglieder
Der Gläubigerausschuss besteht in der Regel aus einer ungeraden Anzahl an Mitgliedern, wobei in der Praxis Ausschüsse mit drei oder fünf Mitgliedern überwiegen. Die Mitglieder werden in den Fällen vorläufiger Gläubigerausschüsse vom Insolvenzgericht ausgewählt bzw. im Übrigen von der Gläubigerversammlung gewählt. In der Praxis gehören Gläubigerausschüssen oftmals Vertreter folgender Gläubigergruppen an:
- Banken,
- Kreditversicherungen,
- Gewerkschaften (als Vertreter der Arbeitnehmer) und
- Bundesagentur für Arbeit.

Insbesondere in Fällen angeordneter Eigenverwaltung besteht die Gefahr, dass ein aus dem insolventen Unternehmen zu nahe stehenden Mitgliedern ("Family and Friends") besetzter Gläubigerausschuss seine Aufgaben allzu unkritisch wahrnimmt. Die Besetzung des vorläufigen Gläubigerausschusses gehört damit zu den verantwortungsvollsten Aufgaben des Insolvenzgerichts.

## Aufgaben
Zu den wesentlichen Aufgaben des Gläubigerausschusses gehören:
- die Mitwirkung an der Auswahl des Insolvenzverwalters oder Sachwalters (vgl. § 56a InsO),
- die Mitwirkung an der Entscheidung über die Anordnung der Eigenverwaltung (vgl. § 270b Abs. 3 InsO),
- die Unterstützung und Überwachung des Insolvenzverwalters,
- die Prüfung des Geldverkehrs im Rahmen des Insolvenzverfahrens (in der Regel durch einen vom Gläubigerausschuss bestellten Kassenprüfer) und
- die Zustimmung zu bedeutsamen Rechtshandlungen, z. B. zu Verkäufen von Immobilien oder des Unternehmens oder zur Anhängigmachung von Rechtsstreiten mit erheblichen Streitwerten (vgl. § 160 InsO).

Der Gläubigerausschuss hat im Rahmen dieser Aufgaben stets das Interesse aller Gläubiger an einem bestmöglichen Ergebnis des Insolvenzverfahrens zu berücksichtigen. Einzelne Mitglieder des Gläubigerausschusses dürfen hierbei nicht ihre eigenen (Sonder-)Interessen über das Interesse der Gläubigergemeinschaft stellen. So muss zum Beispiel ein Arbeitnehmervertreter im Gläubigerausschuss seine Entscheidung auch dann am Interesse der Gläubigergemeinschaft ausrichten, wenn die Entscheidung zu Nachteilen für Arbeitnehmer führt.